# Auckland International 1985
Die Auckland International 1985 im Badminton  fanden Mitte 1985 in Auckland statt.

## Finalresultate
| Disziplin    | Sieger                     | Finalist                      | Ergebnis       |
| ------------ | -------------------------- | ----------------------------- | -------------- |
| Herreneinzel | Sze Yu                     | Graeme Robson                 | 15–7, 15–2     |
| Dameneinzel  | Toni Whittaker             | Tong Chun Mui                 | 12–11, 11–4    |
| Herrendoppel | John Britton Gary Higgins  | Kerrin Harrison Glenn Stewart | 5–15, 1–0, 1–0 |
| Damendoppel  | Jane Clarke Karen Phillips | Katrin Lockey Toni Whittaker  | 15–12, 18–17   |